# Ed Dundon
Edward Joseph Dundon (né le 10 juillet 1859 au Columbus en Ohio - mort le 18 août 1893 à Columbus en Ohio) est un ancien lanceur américain de la Ligue majeure de baseball et il est un des sourds sportifs plus connus aux États-Unis: le premier sourd sportif à participer la baseball dans la Ligue majeure de baseball.

## Biographie
Ses parents John et Mary Dundon sont irlandais et ont quitté l'Irlande vers l’année 1855 avec son premier enfant. Ils s'installent en Ohio et ont finalement dix enfants, Edward est le quatrième enfant. Ses sœurs Mary et Ellen sont aussi sourdes. A l'âge de 9 ans, il devient élève à l'Ohio School for the Deaf à Columbus.

## Carrière

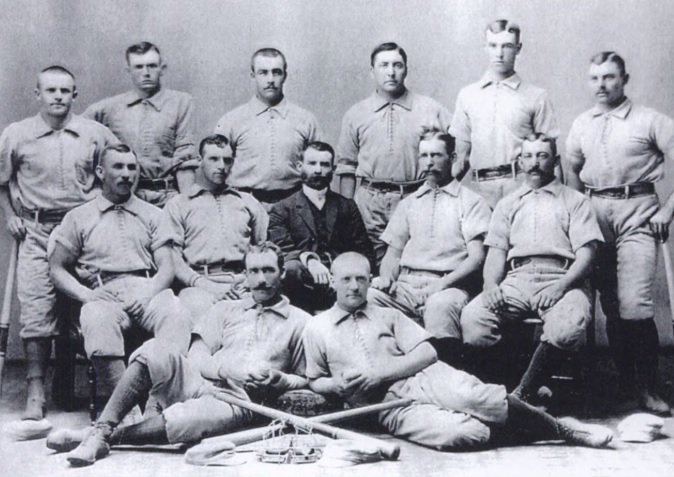
Dans l'équipe de Columbus Buckeyes, on trouve Edward Dundon dans la rang debout, deuxième à l'ordre gauche à droite

Dundon rejoint l'équipe de baseball, Columbus Buckeyes en 1883 et devient le premier sourd dans l'histoire du baseball américain. Il a ensuite joué pour diverses équipes de ligue mineure, et s'est retiré du baseball en 1890.

## Vie privée
En 1888, Ed Dundon épouse Mary Lizzie Woolly, son camarade de classe à l'Ohio Institue, et ils ont ensebme un fils né en 1889, Edwin Pius.
Il décède le 18 août 1893 de la tuberculose